# سلیمان عبدالعزیز الراجحی
سلیمان عبدالعزیز الراجحی (به عربی: سليمان عبد العزيز الراجحي) (زادهٔ ۱۹۲۹) کارآفرین، بانکدار و مدیر ارشد اجرایی عربستانی بود که به‌عنوان رئیس هیئت مدیرهٔ بانک الراجحی فعالیت می‌کرد. وی در سال ۱۹۵۷ با مشارکت ۳ برادر خود، بانک الراجحی را تأسیس کرد.
الراجحی در سال ۲۰۰۶ با دارایی خالص ۱۱ میلیارد دلار از سوی مجلهٔ فوربز در فهرست ثروتمندترین افراد جهان در رتبهٔ سی و هفتم قرار داشت. دارایی او تا سال ۲۰۱۳ به ۱٫۵ میلیارد دلار کاهش پیدا کرد. وی هم‌ اکنون (۲۰۱۴) با دارایی خالص ۲ میلیارد دلار، هفتمین فرد ثروتمند عربستان سعودی به شمار می‌آمد. وی در سال ۱۹۸۱ شرکت نادک را تأسیس کرد.